# Radonice u Kadaně
Radonice (deutsch Radonitz) ist eine Gemeinde im Okres Chomutov in Tschechien.

## Geographie

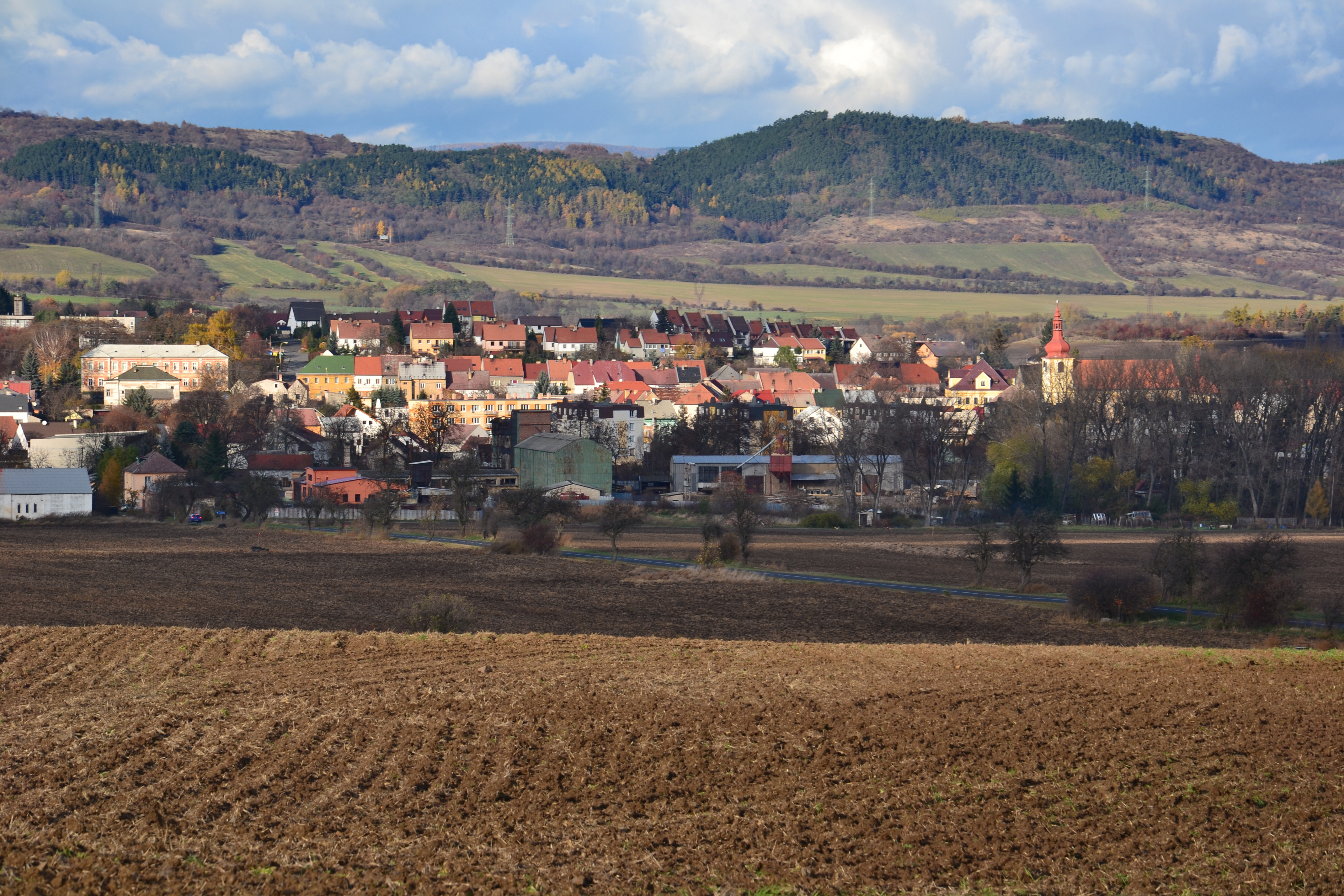
Ortschaft und Umgebung

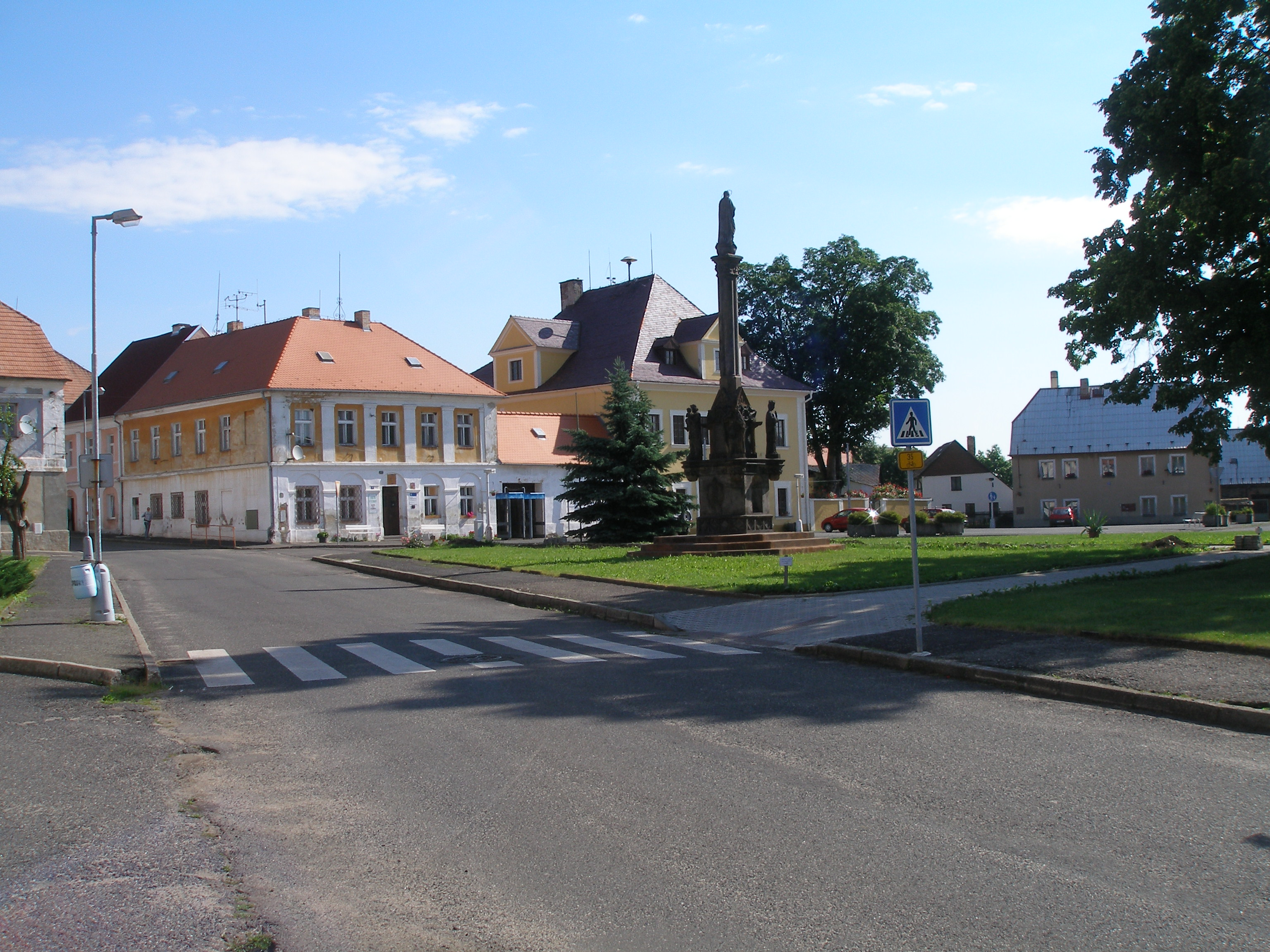
Häuser im Ortszentrum

Die Ortschaft liegt neun Kilometer südlich von Kadaň (Kaaden) am östlichen Fuße des Duppauer Gebirges im Nordböhmischen Becken am linken Ufer des Liboc (Aubach). Nördlich erhebt sich der Vintířovský vrch (Winteritzberg, 386 m), im Südosten die Vílemovská hůrka (361 m), südlich der Chlum (449 m) und Radonický vrch (411 m) im Westen der Špičák (488 m). Durch Radonice führt die Bahnstrecke Vilémov u Kadaně–Kadaňský Rohozec; seit 2006 ist der Personenverkehr eingestellt.
Nachbarorte sind Vintířov und Miřetice u Vintířova im Norden, Zahořany im Nordosten, Vilémov im Osten, Vitčice und Podlesice im Südosten, Vojtěchov und Mašťov im Süden, Radechov und Háj im Südwesten, Ždov im Westen sowie Kojetín im Nordwesten.
Die westlich auf dem Truppenübungsplatz Hradiště gelegenen Dörfer Růžová (Rosengarten) und Ratiboř (Rodbern) wurden zerstört.

## Geschichte
Die erste urkundliche Erwähnung von Radonice erfolgte im Jahre 1196, als die Zisterzienser des Klosters Waldsassen die Gegend auf Gesuch von Milhost von Maschau in Besitz nahmen. Die Schenkungsurkunde vom 20. Juni 1196 wurde auch von Hogir de Radonitz als Zeuge gegengezeichnet. Eine Kirche ist seit 1352 nachweisbar. In der ersten Hälfte des 15. Jahrhunderts gehörten die Güter den Brüdern Nikolaus und Johann Lobkowicz von Hassenstein, die 1434 gemeinschaftlich das Patronat über die Pfarre besaßen. Ihnen folgten die Ritter von Obrovice. 1474 wurde das Lehen Radonice mit den Dörfern Čejkovice, Žabokliky, Libědice, Oploty und Kaštice an das Gut Kněžice angeschlossen. Vladislav II. verpachtete Kněžice an Benesch von Weitmühl. In der nachfolgenden Zeit entstand die Herrschaft Winteritz. Albrecht von Kolowrat verkaufte Winteritz einschließlich des Gutes Radonitz 1508 an Apel von Vitzthum auf der Neuschönburg. Auf dessen Gesuch erhob Vladislav II. Radonitz im Jahre 1514 zur Stadt. Darin enthalten waren Privilegien über das Braurecht, den Salzhandel, das Handwerk, das Marktrecht sowie das Meilenrecht. Ab 1528 wurden Stadtbücher geführt. Mit dem Besitzer der angrenzenden Herrschaft Willomitz, Wilhelm von Duppau, lieferte sich Apel von Vitzthum zahlreiche Fehden. 1530 hoben kaiserliche Beamte auf der Neuschönburg die Vitzthumsche Münzfälscherwerkstatt aus. Apel von Vitzthum, der sich zu der Zeit in Vlašim auf einer Hochzeitsfeier befand, floh aus Böhmen. Ferdinand I. konfiszierte sämtlichen Besitz Apel von Vitzthums, und auch Wilhelm von Duppau geriet in den Verdacht des Betrugs.
Im Jahr 1532 verkaufte die Böhmische Kammer die Herrschaft Winteritz mit der Stadt Radonitz an Albrecht Graf Schlick. Nachfolgend setzte in Radonitz ein weiterer Aufschwung ein. Die Stadt wurde ummauert und mit vier Toren versehen. 1533 entstand das Stadttor, 1539 das Winteritzer Tor, 1584 das Willomitzer Tor und 1594 das Untere Maschauer Tor. 1534 wurde hinter der Kirche an dem über den Markt fließenden Bach eine Brauerei und Mälzerei angelegt. Nachdem Hieronymus Schlick 1612 ohne Nachkommen verstorben war, fiel das Erbe an seinen Verwandten Heinrich Matthias von Thurn auf Winteritz. Er kämpfte während des Ständeaufstands als Heerführer der Aufständischen und verlor nach der Schlacht am Weißen Berg seine Güter.
Neuer Besitzer der Herrschaften Winteritz, Sehrles und Wiedelitz wurde 1622 der kaiserliche General Ferdinand Graf Nagarol. Die seit der Zeit der Schlicken evangelische Stadt wurde rekatholisiert. 1622 weihte der Kaadener Dekan Hagelius die Kirche und setzte Johann Kometa als katholischen Pfarrer ein. Die Witwe des Generals Nagarol untersagte der Mediatstadt 1628 bei Androhung des Verlustes sämtlicher Privilegien die Aufnahme von Juden.
Im selben Jahre erwarb der spanische General Wilhelm Verdugo de la Scala († 1629) die Herrschaft. Ihm folgte seine Witwe, eine geborene Nagarol und ab 1650 sein Stiefsohn Sebastian von Pötting. Er hob 1651 die von seinen Vorgängern erteilten Privilegien auf und fasste diese neu. In der berní rula von 1654 sind für die Stadt 71 besessene Einwohner ausgewiesen, die deutsche Namen trugen. In Radonitz waren zu dieser Zeit fünf Metzger, vier Schuster, drei Bäcker, Schneider und Zimmermeister, zwei Schmiede, Stellmacher, Schankwirte sowie ein Tuchmacher, Bader, Gerber, Orgelbauer, Weber, Trompetenbauer und Töpfer ansässig. Durch Kaiser Leopold I. bekam die Stadt 1662 das Meilenrecht für Salz und Korn verliehen. 1663 bestätigte Sebastian von Pötting das Braurecht und erteilte der Stadt zugleich das Schankrecht für Bier, Wein und Likör. Im Jahr darauf wurde die Herrschaft an Johann Anton Losy von Losinthal verkauft. Das alte marode Pfarrhaus wurde 1738 abgerissen und durch einen barocken Neubau ersetzt.
Nach der Aufhebung der Patrimonialherrschaften bildete Radonitz ab 1850 eine Stadtgemeinde im Bezirk Kaaden. Zu dieser Zeit wurden die links des Aubaches am Weg nach Willomitz gelegene Braunkohlenzeche Franziska und nordöstlich der Stadt die Zeche Maria Theresia aufgenommen. Rechts des Aubaches am Willomitzer Weg entstand eine Ziegelei. 1869 stiftete Anton Jäger ein neues Schulhaus. Diese Schule wurde 1873 auf drei und 1874 auf vier Klassen erweitert. Zu dieser Zeit waren 320 Kinder eingeschult. An der Straße nach Duppau wurde 1871 hinter der Stadt eine Zuckerfabrik errichtet. Bereits zwei Jahre später musste die Fabrik Konkurs anmelden. Im Jahre 1884 wurde die Lokalbahn Kaschitz-Schönhof bis Radonitz verlängert. Nach Plänen von Josef Rödl entstanden 1899 ein großzügiger Kindergarten und 1901 eine Berufsschule.
Im Jahr 1902 nahmen die Kaadner Lokalbahnen die Eisenbahnstrecke von Willomitz nach Duppau in Betrieb. Die Zuckerfabrik wurde 1910 durch ein Konsortium der böhmischen Zuckerfabriken aufgekauft und stillgelegt. Im Jahr darauf wurde sie an das Unternehmen Anton Springer & Söhne in Preßnitz verkauft, das die Produktionsanlagen ausbauen ließ. Wegen des zunehmenden Verfalls kaufte die Stadt Radonitz die Fabrik auf und beabsichtigte, sie in eigener Regie wieder in Betrieb zu nehmen. Dies gelang jedoch nicht, und 1917 wurde die Fabrik an Ferdinand Graf Lobkowicz auf Winteritz verkauft. Dieser ließ 1920 darin eine Krautverarbeitung einrichten, die später in die im selben Jahre gegründete Konservenfabrik Löbl & Fuchs, später Schuh & Ziegler, verlagert wurde. 1923 wurde rechts des Aubaches in Richtung Willomitz die Braunkohlenzeche Juliane aufgenommen, in unmittelbarer Nachbarschaft entstand die Zeche Josef. 1930 wurde die Grube Juliane stillgelegt. Zu dieser Zeit lebten in Radonitz 921 Menschen.

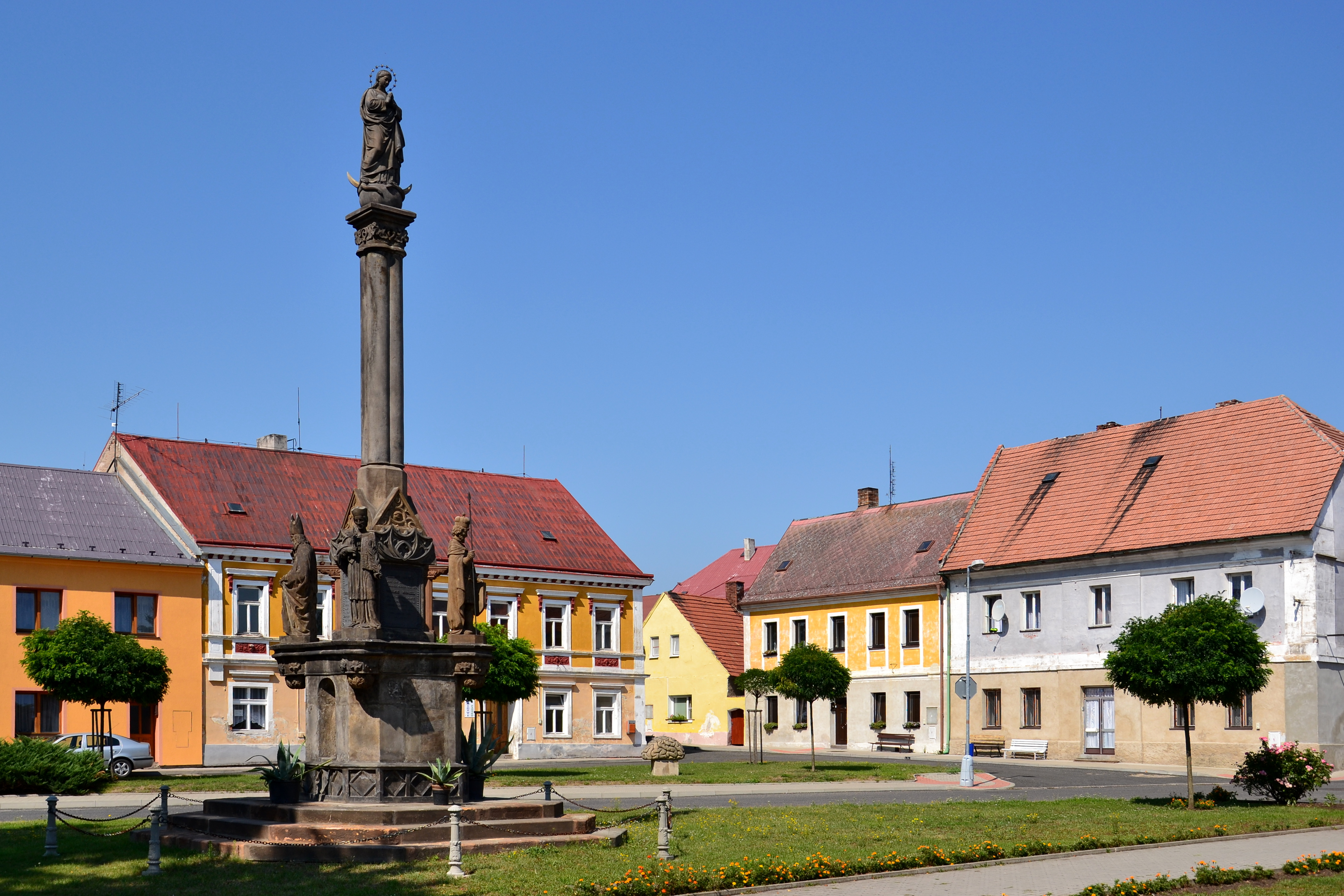
Platz mit Mariensäule
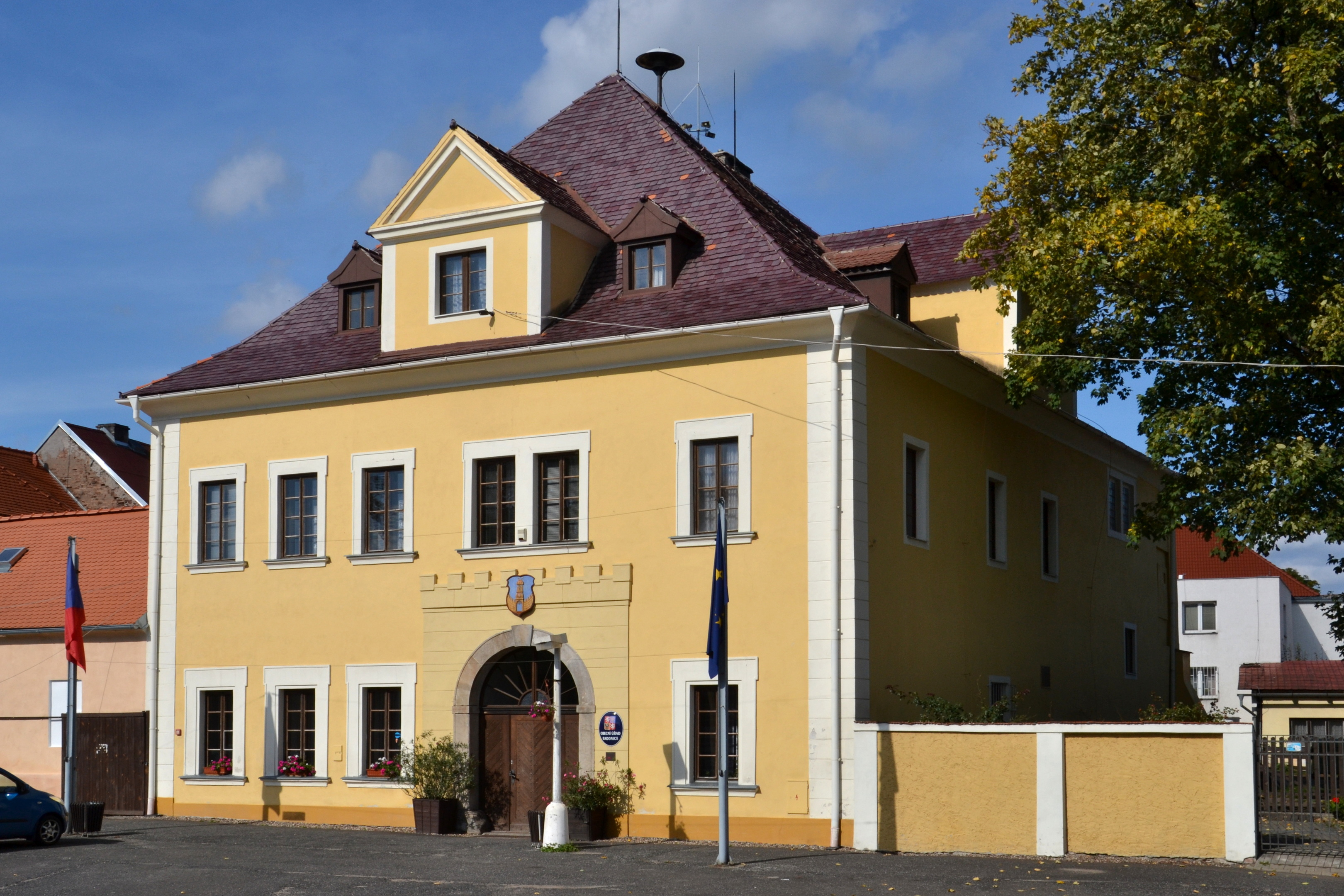
Altes Bürgerhaus
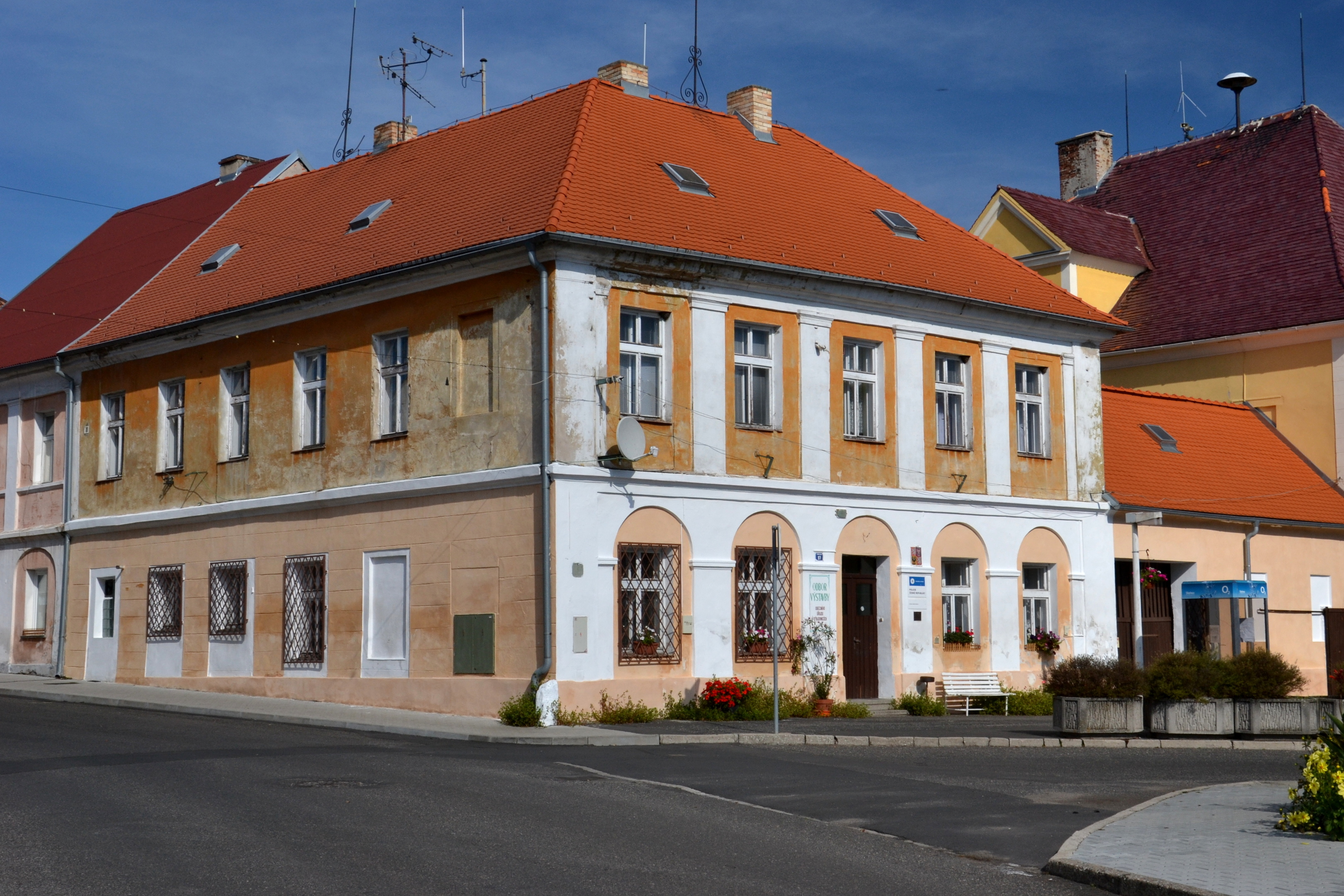
Wohnhaus
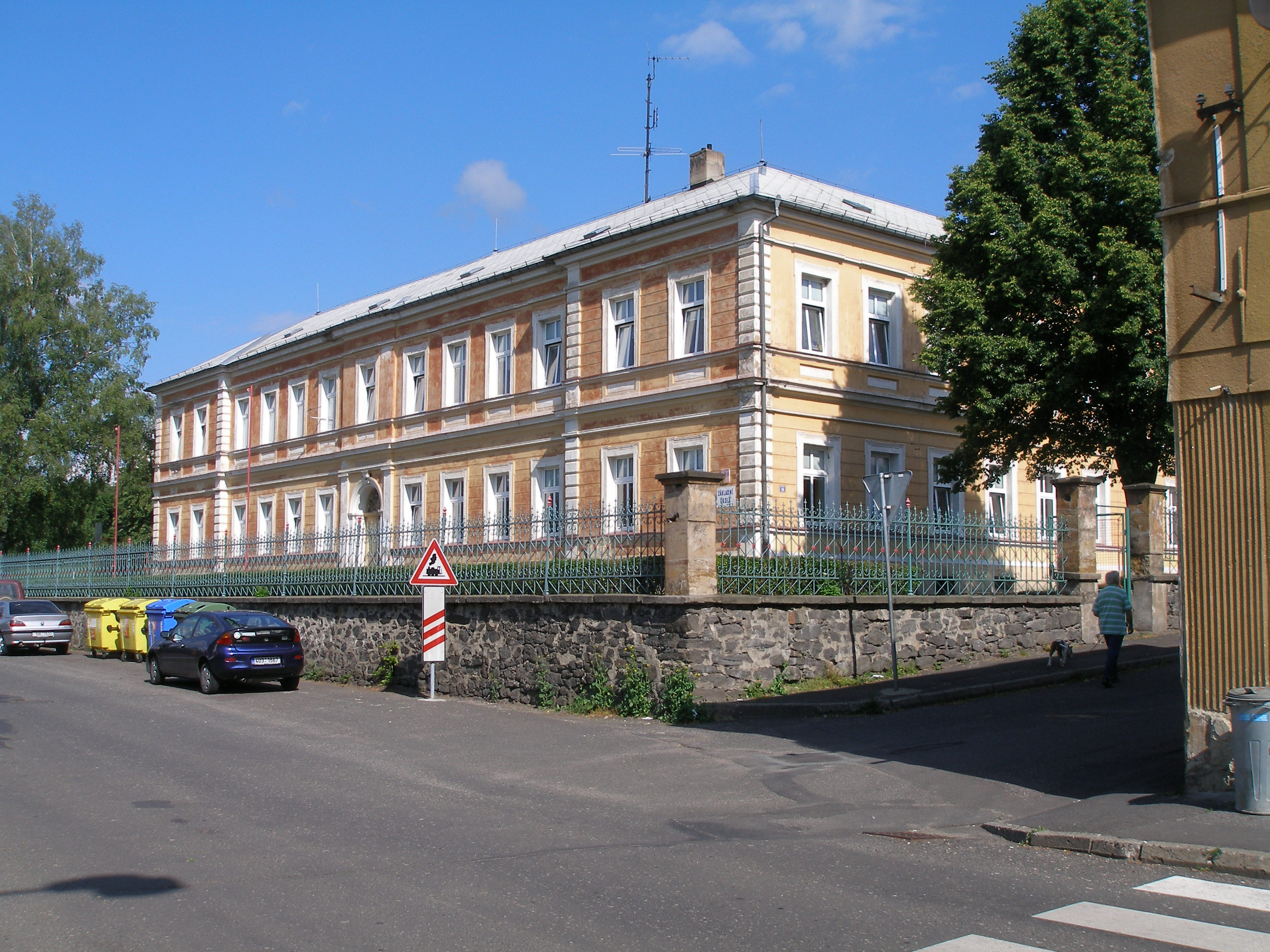
Schulgebäude
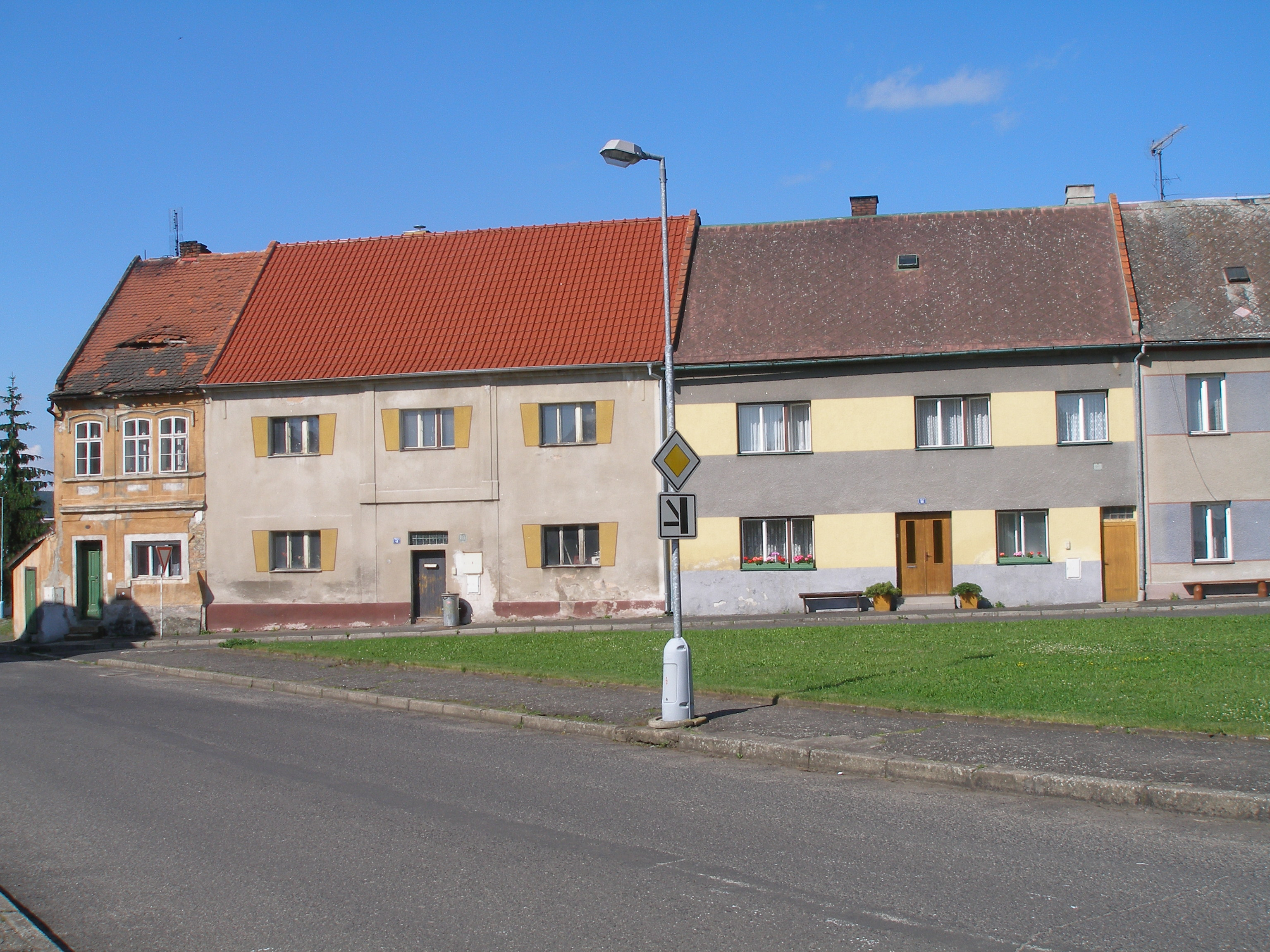
Wohnhäuser

Nach dem Ersten Weltkrieg war Radonitz 1919 der neu geschaffenen Tschechoslowakei zugeschlagen worden.
Aufgrund des Münchner Abkommens kam die Stadt 1938 an das Deutsche Reich und gehörte bis 1945 zum Landkreis Kaaden, Regierungsbezirk Eger, im Reichsgau Sudetenland. 1939 hatte Radonitz 858 Einwohner.
Während des Zweiten Weltkriegs wurde in Radonitz ein Arbeitslager des Stalag XIII B Weiden eingerichtet. Der frühere sozialdemokratische Bürgermeister Rudolf Valenta wurde in das KZ Dachau interniert. Er kehrte 1942 zurück und verstarb im Jahr darauf an den Folgen der Haft. Ende April 1945 führten zwei Todesmärsche von hunderten Häftlingen aus den Kaolinwerken in Kaaden durch Radonitz. Der eine führte nach Maschau und der andere, 400 Gefangene umfassende Zug zog nach Saar und verlor sich im Duppauer Gebirge. Fünf Häftlinge wurden bei Radonitz erschossen. Nach dem Ende des Zweiten Weltkriegs wurde Radonice von der Tschechoslowakei übernommen, und der größte Teil der deutschen Bevölkerung, bis auf unabkömmliche Bergleute, wurde 1946 vertrieben. Die Ziegelei wurde in den 1950er Jahren stillgelegt. Um 1948 verlor Radonice seine Stadtrechte. 1959 wurde der Bergbau auf der letzten Zeche, der Františka (Franziska), eingestellt. Mit Beginn des Jahres 1961 kam die Gemeinde zum Okres Chomutov, und zugleich wurden die Gemeinden Miřetice u Vintířova und Radechov als Ortsteile angeschlossen. 1976 wurde Vintířov (mit Háj, Kadaňský Rohozec, Kojetín, Vojnín, Vlkaň und Ždov) eingemeindet. Die Konservenfabrik stellte 1989 die Produktion ein.

### Demographie
Bis 1945 war Radonitz überwiegend von Deutschböhmen besiedelt, die vertrieben wurden.
| Jahr | Einwohner | Anmerkungen        |
| ---- | --------- | ------------------ |
| 1785 | 0 k. A.   | 129 Häuser         |
| 1830 | 535       | in 136 Häusern     |
| 1843 | 631       | in 138 Häusern     |
| 1900 | 929       | deutsche Einwohner |
| 1921 | 976       | davon 931 Deutsche |
| 1930 | 921       | [ 8 ]              |
| 1939 | 858       | [ 8 ]              |

| Jahr      | 1950 | 1961 | 1970 | 1980 | 1991 | 2001 | 2011 |
| Einwohner | 642  | 640  | 639  | 858  | 833  | 834  | 867  |

## Gemeindegliederung
Die Gemeinde Radonice besteht aus den Ortsteilen Háj (Gehae), Kadaňský Rohozec (Böhmisch Rust), Kojetín (Kojetitz), Miřetice u Vintířova (Meretitz), Obrovice (Wobern), Radechov (Radigau), Radonice (Radonitz), Sedlec u Radonic (Zettlitz), Vintířov (Winteritz), Vlkaň (Wilken), Vojnín (Wohnung) und Ždov (Gestob). Grundsiedlungseinheiten sind Háj, Kadaňský Rohozec, Kojetín, Miřetice u Vintířova, Radechov, Radonice, Sedlec u Radonic, Vintířov, Vlkaň, Vojnín und Ždov.
Das Gemeindegebiet gliedert sich in die Katastralbezirke Háj u Vintířova, Kadaňský Rohozec, Kojetín u Radonic, Radonice u Kadaně, Sedlec u Radonic, Vintířov u Radonic und Vojnín.

## Sehenswürdigkeiten

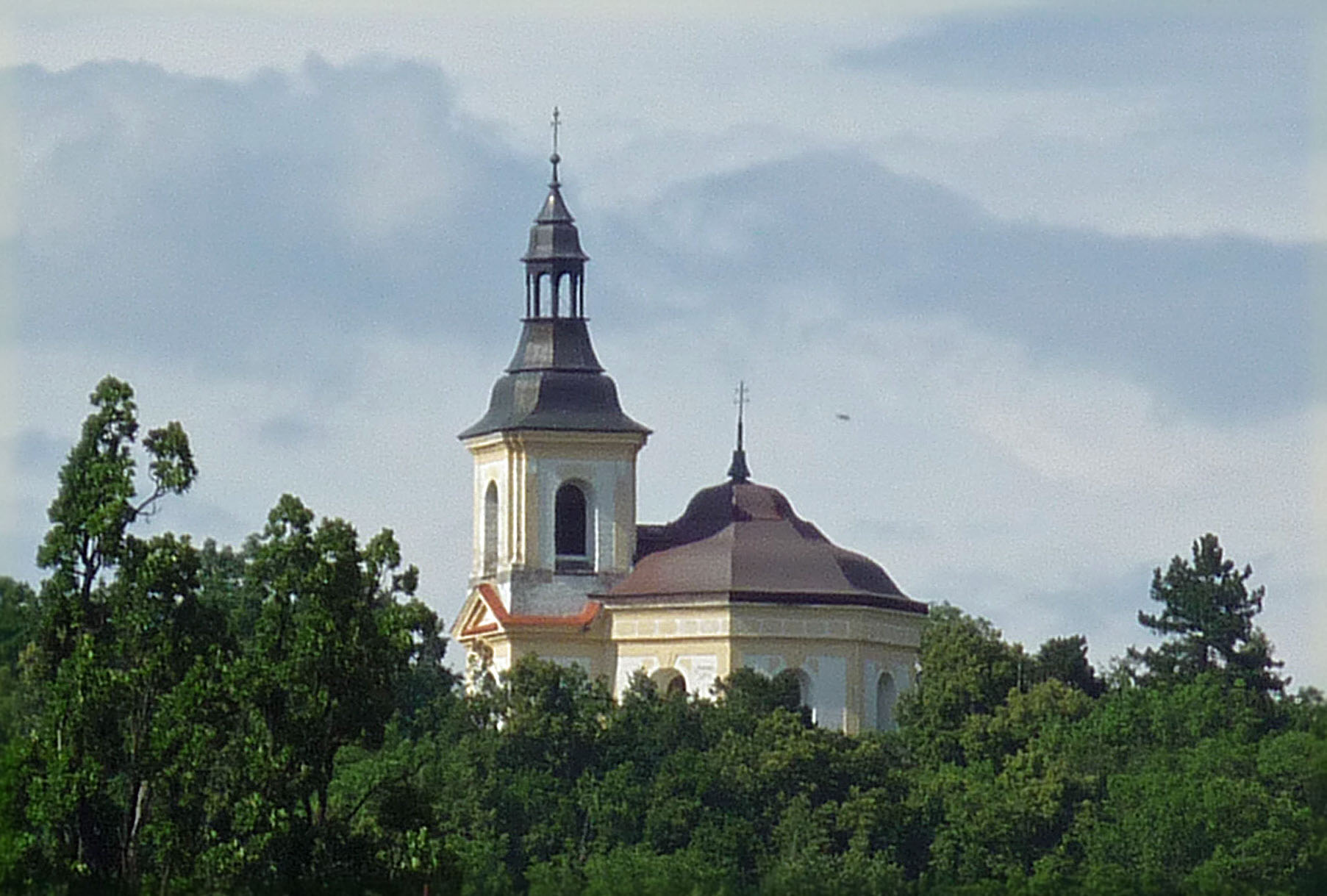
Wallfahrtskapelle "Maria Hilf" Winteritz bei Radonitz / Radonice

- Kirche Mariä Geburt, der turmlose Bau entstand 1702 unter Johann Anton Losy von Losinthal nach Plänen von Peter Forting anstelle eines Vorgängerbaus. Die Glocke stiftete der Hauptmann der Herrschaft Winteritz, Georg Mercker. Das Taufbecken aus dem Jahre 1579 stammt noch aus der alten Kirche und ist ein Werk des Kaadener Bildhauers Jörg Mayer. Ein Altar wurde 1723 von Franziska Claudia Losy von Losintashl, geborene Strasoldo gestiftet. Das Bildnis des Allerheiligsten ist ein Werk von Johann Georg Heinsch aus dem Jahre 1702. 1739 ließ Adam Philipp Losy von Losinthal einen neuen Hauptaltar fertigen.
- Mariensäule auf dem Markt, sie entstand im Jahre 1846 nach dem Stadtbrand von 1842
- Rathaus
- barocke Wallfahrtskapelle Mariahilf auf dem Vintířovský vrch, die 1725–1727 anstelle eines älteren Baus errichtete Kapelle brannte 1781 aus. Die Kapelle wurde 1785 wieder aufgebaut und im Jahr darauf aufgehoben. 1833 erfolgte eine erneute Weihe als Wallfahrtskapelle. Nach der Einstellung der Wallfahrten im Jahre 1961 verfiel das Bauwerk. Zwischen 1993 und 2003 erfolgte eine Sanierung. Die Kapelle wird heute als Lapidarium, Konzertsaal, Galerie und Trauungssaal genutzt. Die Tradition der Wallfahrten wurde wieder aufgenommen und von der Kommandantur des Truppenübungsplatzes Hradiště gefördert.[12] Neues Gnadenbild: „Maria mit Kind“ von B. E. Murillo (Kopie).[13]
- Altes Schloss Vintířov, der Renaissancebau entstand um 1550 für Albrecht Graf Schlick, für den Bau des Neuen Schlosses wurden drei Viertel des Bauwerks abgerissen. Zum Zeitpunkt des Kaufs der Herrschaft durch Johann Anton d. Ä. Losy von Losinthal war das Schloss verkommen. Das Bauwerk ist derzeit wiederum in einem verfallenen Zustand.
- Neues Schloss Vintířov, erbaut 1717 bis 1720 für Johann Anton Losy von Losinthal. Alfred zu Windisch-Graetz ließ das Schloss in den Jahren 1817–1823 nach Plänen des Baumeisters Jean Moreau umgestalten. Das Schloss ist derzeit ruinös.
- barocke Kirche St. Margarethen in Vintířov, der turmlose Bau entstand 1730. Auf dem Kirchendach befindet sich ein Glockentürmchen.
- Lapidarium der verschwundenen Orte im Duppauer Gebirge auf dem Winteritzer Kapellenberg

## Persönlichkeiten

### Söhne und Töchter der Gemeinde
- Ignaz Walter (1755–1822), Opernsänger und Komponist
- Johann von Wenisch (1802–1895), Jurist und Politiker
- Athanasius Bernhard (1815–1875), Zisterzienserabt von Ossegg
- Wilhelm Runtsch (1921–1977), deutscher Politiker, geboren in Radigau

### In Radonice lebten und wirkten
- Friedrich Bernau (1849–1904, eigentlich Přemysl Cyril Bačkora) der Burgenforscher und Schriftsteller zog nach dem Konkurs der Zuckerfabrik 1873 von Mscheno nach Radonitz und war acht Jahre Prokurist. Er bewohnte in dieser Zeit eine zur Fabrik gehörige Dienstwohnung.